# Truppführer
Truppführer var en paramilitär grad i Nazityskland. Den var underofficersgrad i SA från 1930 till 1945. Mellan 1930 och 1934 utgjorde den även en grad inom SS men ersattes med graden Oberscharführer.